# Держалюк Микола Степанович
Держалюк Микола Степанович (нар. 11 лютого 1951 року, с. Капустинці Володарський район Київська область) — історик, доктор історичних наук (1993). 

## Біографічні дані
Народився 11 лютого 1951 року в селі Капустинці.
У 1973 році закінчив історичний факультет Київський університет, і був зарахований до аспірантури кафедри історії зарубіжних соціалістичних країн Європи (науковий керівник — К. О. Джеджула).
З 1974 по 1978 рік навчався в аспірантурі Інституту історії партії ЦК УСРП в Будапешті. 
У 1978 році в Академії наук Угорщини захистив кандидатську дисертацію «Роль угорської комуністичної еміграції, яка проживала у Радянському Союзі, в Великій Вітчизняній війні» (науковий керівник — доктор історичних наук Іштван Пінтер).
З 1983 по 1989 — відповідальний працівник Президії АН УРСР і ЦК ЛКСМ України. У 1993 році захистив докторську дисертацію «Угорська політична еміграція в Європі у міжвоєнний період».
З 1979 року працював у Інституті історії НАНУ (Київ): 
- з 1979 по 1983 — молодший науковий співробітник відділу історії та міжнародних відносин соціалістичних країн;
- з 1983 по 1993 — старший науковий співробітник;[2]
- з 1993 по 1996 — провідний науковий співробітник відділу історії міжнародних відносин;
- з 1996 по 1999 — помічник Прем'єр-міністра України з міжнародних питань;
- з 2000 по 2001 — керівник служби протоколу Прем'єр-міністра України;
- з 2001 по 2005 — радник Посольства України в Угорській Республіці;
- з 2005 по 2006 — радник Першого віцепрем'єр-міністра України;
- з 2006 — керівник відділу офіційного листування і перекладів Управління протокольного забезпечення Секретаріату Кабміну України.[3]
- з 2011 по 2015 — провідний науковий співробітник Інституту історії України НАН України.
- З 16 листопада  2020 — головний науковий співробітник ДУ «Інститут всесвітньої історії НАН України».[4]

Володіє угорською, німецькою, польською, російською мовами.

## Наукова робота
Досліджує історію Угорщини, міжнародні відносини у 20 сторіччі. Член авторських колективів видань: «Українська державність у ХХ столітті» (1996), «Безсмертя. Книга пам'яті України 1941–1945» (2000), «Уряди України у ХХ столітті» (2001; усі — Київ). Автор понад 200 наукових праць,  серед них 7 індивідуальних та 13 колективних монографій.

### Основні праці
За ЕСУ:
- Угорські демократи проти тоталітаризму (20–30-і рр.). — 1993
- Трагедия социалистической идеи. — 1993
- Міжнародне становище України та її визвольна боротьба у 1917–1922 роках. — 1998 (усі — Київ).[3]

За ІІУ:
- Українсько-російські відносини у 1917–1922 рр. // Пам’ять століть. — 2000. — № 5..
- Міжнародне становище України та її визвольна боротьба у 1917–1922 рр. — К., 1998..
- Лайош Кошут і національно-визвольна війна угорського народу 1848–1849 рр. // Міжнародні зв’язки України: наукові пошуки і знахідки. Зб. наук. праць — Вип. 6. — К., 1997..
- Україна в концепціях і доктринах Угорщини // Українська державність у ХХ століття. — К., 1996..
- Угорські демократи проти тоталітаризму (20–30-і рр.). — К., 1993..
- Трагедия социалистической идеи. — К., 1993..
- Венгерские интернационалисты в Великой Отечественной войне. — К., 1985..
- Коли хазяїн народ. — К., 1984..
- Угорська воєнна енциклопедія. — Будапешт, 1978 (угорською мовою, 30 статей)..[2] Також написав 8 статей до Малого словника історії України, 15 статей до Енциклопедії сучасної України[4].